# Biston thoracicaria
Biston thoracicaria là một loài bướm đêm trong họ Geometridae.